# Summersville (Missouri)
Summersville – miasto w Stanach Zjednoczonych, w stanie Missouri, w hrabstwie Shannon.